# Le Canard (idrovolante)
Le Canard (in francese "L'anatra") fu un idrovolante sperimentale monomotore in configurazione spingente sviluppato dall'ingegnere francese Henri Fabre nel primo decennio del XX secolo e rimasto allo stadio di prototipo.
Risulta essere il primo esempio di aereo equipaggiato con un gruppo motoelica in grado di decollare da una superficie acquatica ed ammarare della storia dell'aviazione.